# Alzette
L'Alzette (en luxemburguès: Uelzecht, en alemany: Alzig) és un riu amb una longitud de 73 quilòmetres que recorre França i Luxemburg. Desemboca en el riu Sauer.

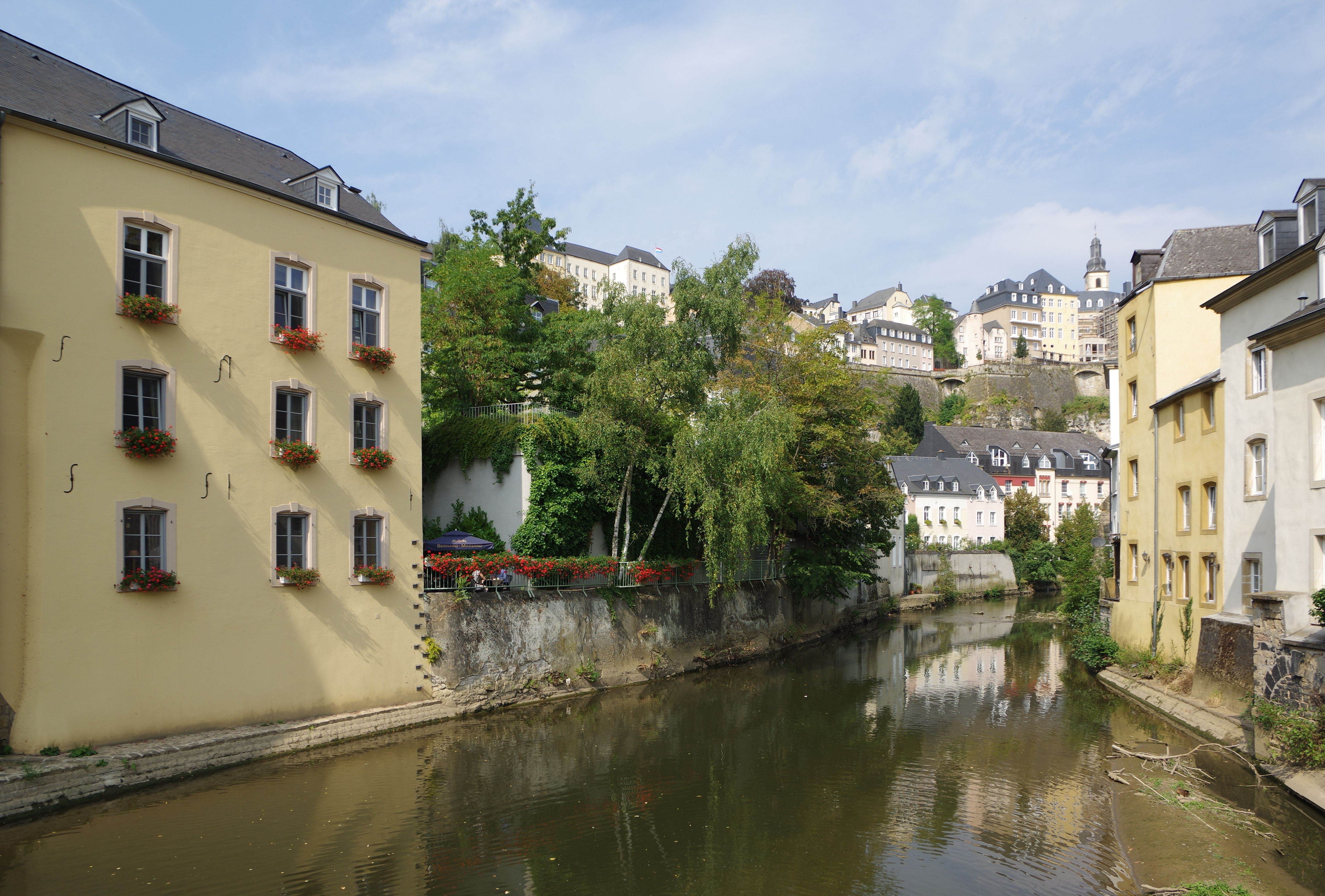
Riu Alzette.

Neix a Thil, a prop del poble Villerupt, al departament Meurthe i Mosel·la, a França. En el seu recorregut per Luxemburg passa per Esch-sur-Alzette, la ciutat de Luxemburg i Mersch.